# Oraesia honesta
Oraesia honesta är en fjärilsart som beskrevs av Walker 1858. Oraesia honesta ingår i släktet Oraesia och familjen nattflyn. Inga underarter finns listade i Catalogue of Life.